# Budapest címere

Budapest címere A fehér pólya a két városrészt elválasztó Dunát jelképezi, a felső, egytornyú várkastély Pest, az alsó, háromtornyú pedig Buda jelképe, míg Óbudát a városkapuk kék háttere jelképezi. A pajzsra helyezett Szent Korona a magyar államiságot jelképezi.

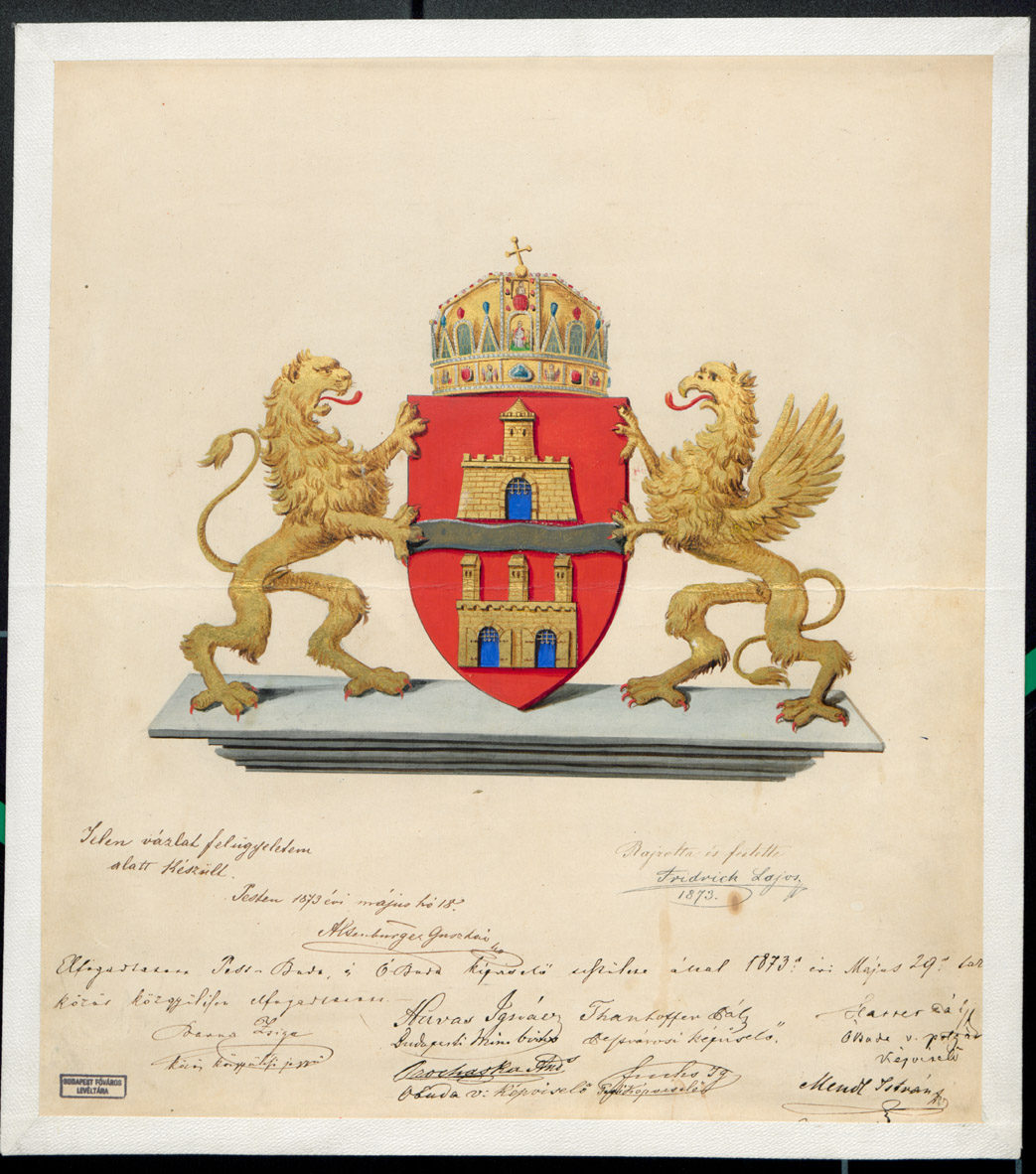
Fridrich Lajos címerfestő és Altenburger Gusztáv címergyűjtő által készített címer Budapest számára, Budapest egyesítésekor 1873-ban. A címertervet Pest Buda és Óbuda testülete 1873. május 29-én elfogadta

Budapest jelenlegi címere megegyezik az 1873-ban egyesített főváros első címerével.

## A címer leírása
A főváros gótikus, vörös színű címerpajzsát a Dunát jelképező ezüst (fehér) színű, hullámos szalag (pólya) választja ketté. A pajzs felső mezejében Pestet jelképező egytornyú, egykapus, arany (sárga) színű, az alsó mezejében Budát és Óbudát jelképező háromtornyú, kétkapus, arany színű vár lebeg. Mindkét vár kapuja nyitott, bejáratának háttere égszínkék. A címerpajzsot jobb oldalról egy arany színű oroszlán, a bal oldaláról egy arany színű griffmadár (oroszlántestű sas) tartja. A pajzson a magyar Szent Korona nyugszik. A címer mind teljes, mind a címerállatok (oroszlán, griffmadár) és a Szent Korona nélküli, egyszerűsített formájában is használható.

### A címer elemeinek jelentései
A fehér pólya a Dunát jelképezi. A felső, egytornyú várkastély Pest, az alsó, háromtornyú pedig Buda jelképe, Óbudát pedig ennek az alsó várnak a második kapuja jelképezi, Buda címerében csak egy kapu volt rajta. A korona a magyar államiságot jelképezi. A címer tartói közül az oroszlán a Szapolyai/Zápolya János alatti budai, a griff a korábbi pesti címerből jön.
A címer színei így a vörös, sárga (arany), kék, fehér (ezüst) lettek, s ezen színek alapján készült el ugyanekkor a város zászlaja is.

## A címer története
A címer tervezésére 1873. április 28-án kérte föl a városegyesítést előkészítő bizottság Friedrich Lajos festőművészt. A címer elemeit a bizottság fogadta el. A tervezéskor fontos szempont volt, hogy az egyesített három város korábbi címereire történjen utalás az új címeren. Szintén fontos szempont volt, hogy a heraldika követelményeinek megfelelve, a történelmi párhuzamok megtartása mellett egyszerű címer szülessék, mely a magyar államiságot is megjeleníti, minthogy főváros címeréül terveztetett.
A címer 1930-ban enyhe változáson esett át (1930. évi XVIII. tc.): az alsó, háromtornyú vár zöld mezőre került, és eltűnt mindkét várkastély kapuinak kék háttere. Ez szolgált alapul arra, hogy Budapest városának zászlaja a piros-sárga-kék színek helyett ettől az évtől piros-sárga-zöld lett.
A címer 1964-ig volt használatban, bár 1945-től már a korona nélkül használták.

### Az 1964 és 1990 között használt címer
A Fővárosi Tanács 1964. november 24-én fogadta el a város új címerének használatát.
Ez a címer megtartotta a korábbi vörös pajzsot, a fehér pólyát és a két várkastélyt. Az alsó várkastély azonban csak egykapus lett. Ugyancsak eltűntek a pajzstartók (oroszlán, griffmadár) és a korona, a fehér pólya közepére pedig egy ötágú vörös csillag került (szocializmus idején használatos antiheraldikus címer). A vörös csillag szimbolizálta az időközben a városhoz csatolt új területek közötti egységet.
Budapest Főváros Tanácsa 5/1990 (IX. 30.) rendeletében szabályozta a város jelképeit, ekkor az eredeti címert állították vissza.

## Galéria

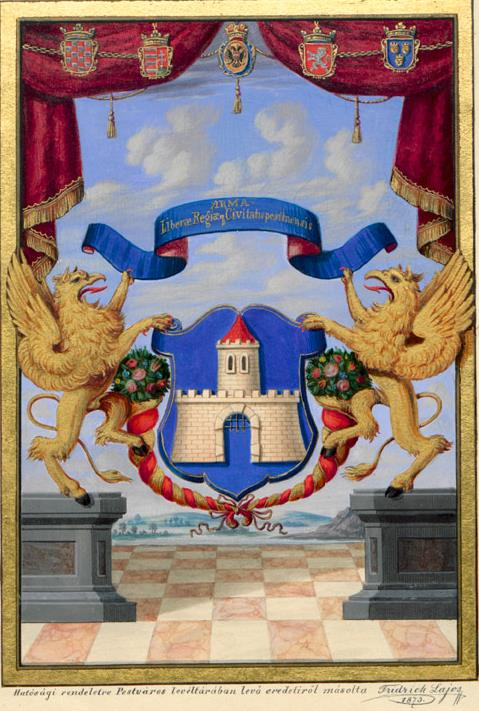
Pest címere, 1703
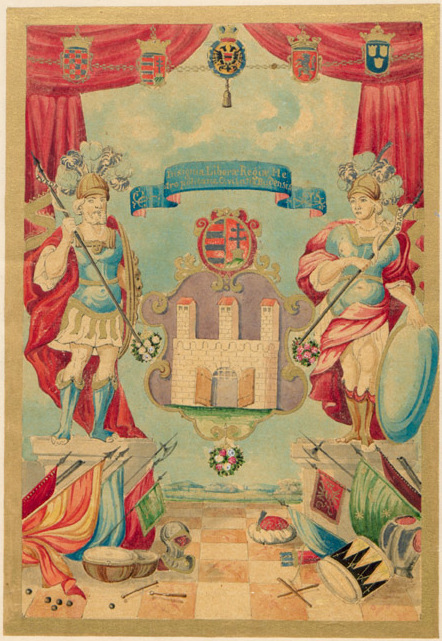
Buda címere, 1703
1873–1930[5] 30 September 1990[6]
1930–1946[7]
1946–1949[8][9]
1949–1956[10]
1956–1957[10]
1957–1964[10]
1964–1990[8]